# Gunong Panyang
Gunong Panyang is een bestuurslaag in het regentschap Aceh Barat van de provincie Atjeh, Indonesië. Gunong Panyang telt 34 inwoners (volkstelling 2010).